# Lina Magaia
Lina Júlia Francisco Magaia (Lourenço Marques, 1945 — Maputo, 27 de junho de 2011) foi uma escritora, jornalista e política moçambicana.
Fez parte do Núcleo dos Estudantes Secundários Africanos. Ganhou uma bolsa para estudar economia em Portugal, em 1974. Ao saber, porém, da morte do seu irmão, retornou para a África, juntando-se à Frente de Libertação de Moçambique na Tanzânia, onde ajudou a organizar o Destacamento Feminino na luta pela independência.
Após a independência de Moçambique, elegeu-se deputada e lutou pelo desenvolvimento da agricultura, assim como pelos direitos humanos. Defendia uma "revolução verde", com uma reforma agrária e a substituição da lavoura de cana-de-açúcar pela produção de alimentos. Ao mesmo tempo, escreveu livros que retrataram sua experiência na Guerra Civil Moçambicana.
Foi colunista do jornal Notícias e da revista Tempo. Morreu aos sessenta e seis anos, depois de sofrer um acidente vascular cerebral.

## Obras
- 1987 - Dumba-Nengue: Histórias trágicas do Banditismo
- 1989 - Duplo Massacre em Moçambique: Histórias trágicas do Banditismo II
- 1994 - Delehta: Pulos na Vida
- 1994 - A Cobra dos Olhos Verdes[7]
- 2011 - Recordações da Vovó Marta